# Jean Starobinski
Jean Starobinski, född 17 november 1920 i Genève, död 4 mars 2019 i Morges, var en schweizisk psykiater och litteraturkritiker. Starobinski, som räknas till Genèveskolan, publicerade en rad böcker, bland annat om Montesquieu, Jean-Jacques Rousseau och Denis Diderot. Han utgav därutöver boken Trois Fureurs (1974), som handlar om melankoli.